# Thysanocnemis
Thysanocnemis är ett släkte av skalbaggar. Thysanocnemis ingår i familjen vivlar.

## Dottertaxa tillThysanocnemis, i alfabetisk ordning[1]
- Thysanocnemis balaninoides
- Thysanocnemis bicinctus
- Thysanocnemis bischoffi
- Thysanocnemis brevis
- Thysanocnemis caseyi
- Thysanocnemis exclamationis
- Thysanocnemis fraxini
- Thysanocnemis graphicus
- Thysanocnemis helvolus
- Thysanocnemis horridulus
- Thysanocnemis laevirostris
- Thysanocnemis minor
- Thysanocnemis obscurus
- Thysanocnemis ocularis
- Thysanocnemis ornatus
- Thysanocnemis punctata
- Thysanocnemis punctatus
- Thysanocnemis pusillus
- Thysanocnemis seminiger
- Thysanocnemis singularipes
- Thysanocnemis squamiger
- Thysanocnemis suturalis
- Thysanocnemis uniguttatus
- Thysanocnemis versicolor
- Thysanocnemis zonatus